# Кузьминські
Кузьминські (пол. Kuźmiński) — давній русько-польський шляхетсько-дворянський рід. За гербовником Каспера Несецького прослідковуються до першої половини XVI ст.

## Походження
У гербовнику Несецького повідомляється, що рід походить з Кузьмина (Кузьмин — пол. Kuźmin). Несецький дає Кузьминським на Русі герб Яструбець і цитує Яна, курфюрста короля Владислава IV: 
|  | Ясько і Данилко, спадкоємці в Кузьмині 1530 р. Обресіна Кузьминський, 1590 р. записався в третейський суд з родиною Пузинів та іншими у справі поділу федчинської частини в Княгинині. |

У книзі протоколів Волинського дворянського депутатського зібрання за 24 жовтня 1802 р. зазначено наступне: 
|  | Перед нами графом Станіславом Ворцелем, маршалком Волинської губернії, кавалером Ордену Білого Орла і Святого Станіслава і депутатами з повітів тієї ж губернії, вибраними задля розгляду доказів шляхетського походження уроджений Його Милість пан Блажей Кузьминський, зем’янин Заславського повіту, на доказ свого шляхетського походження, надав наступні документи, а саме: тисяча вісімсот другого року дня двадцять четвертого жовтня у Заславі свідоцтво, видане дванадцятьма обивателями, осілими у Волинській губернії, уродженому Блажею Кузьмиинському, синові померлого уродженого Казимира Кузьминського, і внукові померлого уродженого Станіслава Кузьминського, що засвідчує про його незаперечне шляхетське походження. Того ж року, дня двадцять п’ятого листопада ясно освіченим князем Четвертинським, маршалком Заславського повіту видане уродженому Блажею Кузьминському посвідчення про те, що він не перебуває у подушному окладі. І, оскільки, з цих представлених документів виявляється, що уроджений Блажей Кузьминський є сином померлого уродженого Казимира Кузьминського і внуком померлого уродженого Станіслава Кузьминського, а також, що предки його постійно тішачись шляхетським клейнодом, привілеями й гербом Яструбець, а саме: «в блакитному полі золота підкова, обернена гілками до гори, що містить у центрі кавалерський хрест. У шоломі над короною яструб, обернений праворуч, з двома дзвінками на ногах, що тримає у шпоні правої ноги таку ж підкову з хрестом і має підняті для польоту крила», своїми властивими іменем та прізвищем користувалися. Тому ми губернський маршалок і депутати, обрані для розгляду документів про шляхетське походження, дотримуючись приписів привілею, найласкавіше наданого милостиво шляхті у тисяча сімсот вісімдесят п’ятому році, на виконання правил того ж привілею, визнавши достатніми докази уродженого Блажея Кузьминського, наказали внести його ім’я, як такого, що незаписаний у подушний оклад, у першу частину книги актуальної шляхти Волинської губернії та видати що підтверджує цей факт диплом. |